# Mantova Challenger 2007
Il Mantova Challenger 2007 è stato un torneo di tennis facente parte della categoria ATP Challenger Series nell'ambito dell'ATP Challenger Series 2007. Il torneo si è giocato a Mantova in Italia dal 9 al 15 luglio 2007 su campi in terra rossa.

## Vincitori

### Singolare
Alessio Di Mauro ha battuto in finale  Thierry Ascione con il punteggio di 7–5, 7–6(6)

### Doppio
Andrej Golubev /  Francesco Piccari hanno battuto in finale  Leonardo Azzaro /  Marco Crugnola con il punteggio di 6–3, 6–2